# Bund Königin Luise

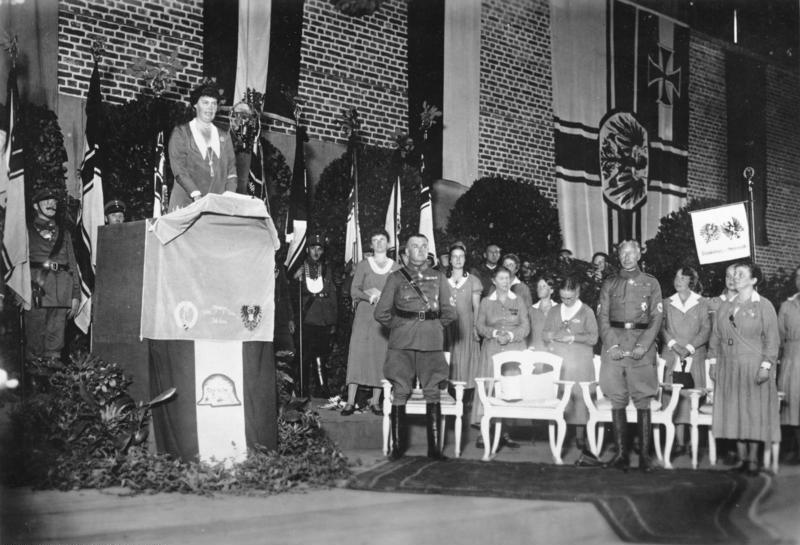
Luisenbund-Tagung in Potsdam 1932. Cecilie von Preußen am Rednerpult während der Kundgebung in der Messehalle. Vorne rechts Wilhelm von Preußen. Bildmitte Elhard von Morozowicz

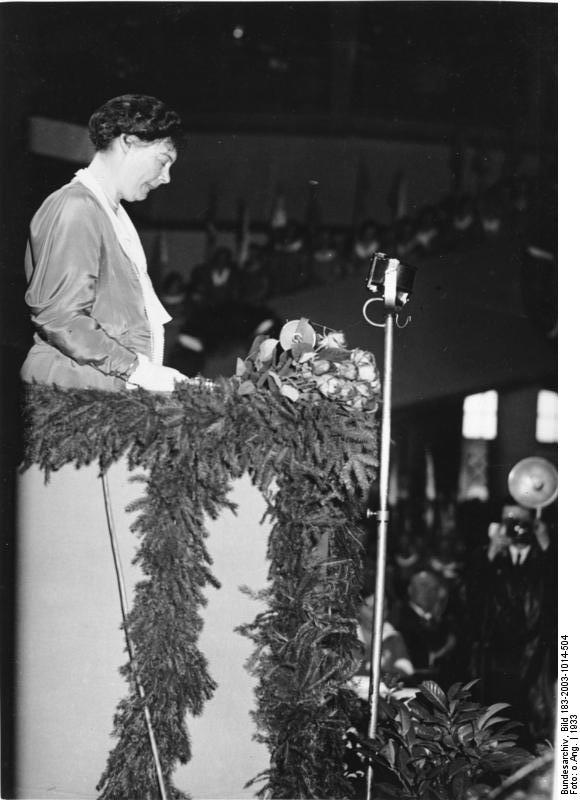
Berlin 1933, Luisenfeier im Sportpalast Cecilie von Preußen bei ihrer Ansprache

Der Bund Königin Luise (BKL) kurz auch (Königin-)Luisenbund genannt, war eine rechtskonservative, antisemitische Frauenorganisation während der Zeit der Weimarer Republik und zu Beginn des Nationalsozialismus.

## Geschichte
Der Luisenbund war eine nationalistische, antisemitische und monarchistische Frauenorganisation, die im Mai 1923 in Halle von Else Reichenbach (von 1930 an verheiratete Sennewald) gegründet und nach der Königin Luise von Preußen benannt wurde. Der BKL war bis 1928 die inoffizielle Frauenorganisation des Stahlhelm, Bund der Frontsoldaten  und stand der konservativ-monarchistischen DNVP nahe. 1928 wurde ein eigener Stahlhelm-Frauenbund gegründet. Analog zu den Uniformen des Stahlhelm traten die Mitglieder des BKL in kornblumenblauen Kleidern mit weißem Kragen auf.
Der BKL wurde durch das Haus Hohenzollern unterstützt, Schirmherrin war Cecilie von Preußen, die Ehefrau des ehemaligen Kronprinzen Wilhelm von Preußen (1882–1951).
Motivation für die Gründung war nach eigener Aussage die Ruhrbesetzung durch französische Truppen 1923. Ziel des Bundes, so die Ortsgruppensatzung, war die „Erziehung des weiblichen Geschlechts zur Mithilfe an den Vorbereitungen des großen Befreiungswerks Deutschlands von seinen Feinden, im Geiste unserer Vorfahren von 1813 und der unvergeßlichen Königin Luise.“ Der Bund bezeichnete seine Anliegen und Aktivitäten als unpolitisch. Gegen diese Selbstdarstellung sprechen jedoch sowohl seine Aktivitäten als auch die Konstruktion seines Selbstbildes. Dies lässt sich nicht zuletzt anhand seiner Interpretation der Biographie Königin Luises zeigen. Mit seiner Schirmherrin, Cecilie von Preußen, vom Bund stets „Kronprinzessin Cecilie“ und „erste Frau des Landes“ genannt, knüpfte er ausdrücklich an das Herrscherhaus der Hohenzollern und damit an die Monarchie als Staatsform an. Das Verwandtschaftsverhältnis zu ihrer Urgroßmutter legitimierte Cecilie von Preußen auch genealogisch als zentrale gegenwärtige Repräsentantin des Erbes von Königin Luise. Der BKL vertrat in vermeintlich unpolitischem, konservativ-traditionalistischem Gewand völkisches, antisemitisches Gedankengut. „Jüdinnen und Fremdrassige“ waren bereits seit der Gründung von der Mitgliedschaft ausgeschlossen.
1933 war der BKL nach eigenen Angaben mit 200.000 Mitgliedern einer der größten Frauenvereine der Weimarer Republik.
Der Bund Königin Luise war durch seine hierarchische Struktur gekennzeichnet. Er war in einzelnen Landesverbänden organisiert, die wiederum in verschiedene Gaue unterteilt waren, die sich aus den einzelnen Ortsgruppen zusammensetzten. Jeder Organisationseinheit stand eine Frau als „Führerin“ vor. Bundesführerin des BKL von 1923 bis 1932 war Marie Netz, 1932 übernahm Charlotte Freifrau von Hadeln dieses Amt. Sie war seit 1925 Landesführerin von Brandenburg. Den Führungsstil des Bundes beschrieb Reichspressewart Franziska von Gaertner 1934 rückblickend so:

„Die Führerinnen im Bunde Königin Luise lernten Verantwortungsgefühl und Pflichttreue gegenüber ihrer Gefolgschaft, die Gefolgschaft wiederum bedingungslose Treue und Vertrauen zu den Führerinnen.“

Gewissermaßen oberste Führerin war Königin Luise, die im Lied Bund Königin Luise angerufen wurde: „O Königin Luise, sei unsere Führerin“. Dies bedeutet für das Selbstbild und die „gedachte Ordnung“ der Akteurinnen, dass sie Führungskompetenzen beanspruchten und diesen Anspruch unter anderem mit Hinweis auf die Königin rechtfertigten. Mädchen im Alter zwischen sechs und dreizehn Jahren waren als sogenannte Kornblümchen organisiert, Jugendliche als Jungluisen. Auch in diesen beiden Gruppen stand der „Dienst am Vaterland“ im Zentrum.
1930 unternahm eine Gruppe von 31 Leiterinnen des Bundes eine Reise in das faschistische Italien und trafen sich dort unter anderem mit Angiola Moratti, zu diesem Zeitpunkt Sekretärin der Fasci Femminili (FF), und Maria Pezzé Pascolato, Leiterin der FF im Veneto. Gemeinsam besichtigten sie Einrichtungen der Opera Nazionale Balilla und der Opera Maternità ed Infanzia, des Mütter- und Kinderhilfswerks. In Rom wurden sie von Benito Mussolini empfangen. In ihrer Rede vor Mussolini zeigte Charlotte von Hadeln Gemeinsamkeiten zwischen den nationalkonservativen deutschen Frauen und den Faschistinnen auf: „Die faschistischen Frauen und wir fühlen uns eins in dem heiligen Willen, alles einzusetzen für die Zukunft unserer Kinder und in voller Hingebung mitzuwirken an der Veredelung, Erstarkung und Freiheit unserer Nation, soweit uns dies unsere Fähigkeiten ermöglichen.“ Über die Audienz schrieb Hadeln in ihrer Autobiographie 1935 rückblickend: „Damals trugen wir noch die Sehnsucht nach einem starken Lenker der deutschen Geschicke im Herzen – nun aber ist sie erfüllt.“
Der Bund Königin Luise unterstützte als einer der ersten Frauenverbände offen die NSDAP und überstand als Verbündeter der neuen Machthaber die Machtübernahme der Nationalsozialisten 1933. In ihrer Einladung zum zehnjährigen Jubiläum des Bundes bezeichnete Hadeln Adolf Hitler Anfang April 1933 als „den starken Beschützer des wahrhaft deutschen Wesens und aller nationaler Kräfte im Volk“. Am 9. Mai 1933 gab sie unmittelbar vor dem Festakt in Berlin unaufgefordert eine Erklärung ab, dass sich der Bund Königin Luise „bedingungslos der Führung Adolf Hitlers“ unterstelle: „Damit ist der Auftakt gegeben zur Bildung der Deutschen Frauenfront und unser aller Bundesarbeit hinfort nutzbringend eingereiht in den Aufbau des neuen Staates.“ Nach Konflikten mit der NS-Frauenschaft, aber auch internen Auseinandersetzungen (Übertritt der Landesverbände Westfalen und Pommern in die NS-Frauenschaft) löste sich der Bund Königin Luise am 2. März 1934 selbst auf.
Nachdem im April 1951 der Stahlhelmbund neu gegründet worden war, folgte wenig später auch die Neugründung des Bundes Königin Luise. Vermutlich griff der neu gegründete Bund auf die in den 1920er und 1930er Jahren etablierten Strukturen und Mitglieder zurück, da sich bereits 1952 eine beachtliche Anzahl von Ortsgruppen gebildet hatte. Bundesführerin wurde I. Goldschmidt aus Köln. Die Aktivitäten der Mitglieder erstreckten sich auf Handarbeiten sowie das Sammeln und Verschicken von Lebensmittel- und Kleiderspenden, unter anderem an deutsche Kriegsgefangene und Vertriebene. Eine kritische Aufarbeitung der Verbandsgeschichte fand nicht statt, auch der systematische Ausschluss jüdischer Frauen aus dem Bund lange vor 1933 wurde nicht thematisiert. Der Bund versuchte sogar seine Geschichte umzuschreiben. So wurde in der Werbung für den Eintritt in den Bund im Mai 1980 im Informationsblatt ehemaliger Potsdamer in Westdeutschland Unser Potsdam das rechtsgerichtete Engagement vor 1934 verschleiert und behauptet, der Bund habe die Luisenbräute ausgestattet. Das lag jedoch in den Händen der 1811 gegründeten Luisenstiftung, die armen und „unbescholtenen“ Frauen eine Aussteuer finanzierte. Deren Trauungen fanden jedes Jahr am Todestag von Königin Luise statt. An die Mitgliederzahlen der 1930er Jahre konnte der Bund Königin Luise in den 1950er Jahren zu keinem Zeitpunkt mehr anknüpfen. Vermutlich hatte der Bund auch ein internes Nachwuchsproblem, denn von Jugend- und Kindergruppen wurde nur wenig berichtet. Mit dem Jahr 1963 stellte das Mitteilungsblatt Ich dien! offenbar sein Erscheinen ein. Wie lange einzelne Gruppen des Bundes Königin Luise noch existierten, ist nicht bekannt. Die Neugründung des Bundes aus dem Jahr 2010 blieb ohne Widerhall.